# 산루포 (베네벤토현)
산루포(이탈리아어: San Lupo)는 이탈리아 캄파니아주 베네벤토도의 코무네다. 베네벤토 현에 있는 지역 공동체인 티테르노(Titerno)에 가입한 시 중 하나다.